# ISO 3166-1 numerisk
ISO 3166-1 numerisk (eller numerisk-3) koder er trecifres landekoder defineret som ISO 3166-1, en del af ISO 3166 standarden udgivet af International Organization for Standardization (ISO), for at repræsenterer lande, territorier og specielle område af geografisk interesse. De er lig de trecifrede landekoder udviklet og vedligeholdt af United States Statistics Division, fra hvilken de opstod i deres UN M.49 standard. De blev første gang inkluderet som en del af ISO 3166-standarden i deres anden udgave i 1981, men de blev udgivet af United States Statistics Division så tidligt som de tidlige 1970'ere.